# Apatura lutea
Apatura lutea är en fjärilsart som beskrevs av Herbst 1796. Apatura lutea ingår i släktet Apatura och familjen praktfjärilar. Inga underarter finns listade i Catalogue of Life.